# Dubidubidu
Dubidubidu – hiszpańskojęzyczny utwór z 2003 roku autorstwa wówczas 5-letniej chilijskiej wokalistki Christell Rodriguez, używającą pseudonimu artystycznego Christell. Piosenka została przez nią zaprezentowana w emitowanym w Televisión Nacional de Chile programie telewizyjnym Rojo, znalazła się też na debiutanckim albumie zatytułowanym Christell.
Utwór został zauważony przez amerykańskich internautów, popularne stało się nagranie kota poruszającego głową w rytm refrenu. W Japonii utwór Dubidubidu znany jest także pod nazwą Chipi Chipi Chapa Chapa (jap. チピチピチャパチャパ), tam stał się wiralem, a w lutym 2024 roku znalazł się na 1. miejscu japońskiej listy Spotify. Piosenka zyskała popularność także w Stanach Zjednoczonych, Korei Południowej, Finlandii i w Niemczech.